# Sphinta cossoides
Sphinta cossoides är en fjärilsart som beskrevs av William Schaus 1904. Sphinta cossoides ingår i släktet Sphinta och familjen ädelspinnare. Inga underarter finns listade i Catalogue of Life.